# Helga Lindner
Helga Lindner (Chemnitz, 5 maggio 1951 – 3 novembre 2021) è stata una nuotatrice tedesca orientale.

## Carriera
Fortemente specializzata nella farfalla, ha vinto la medaglia d'argento ai Giochi Olimpici di Città del Messico 1968 sulla distanza dei 200 metri.

## Palmarès
- Giochi olimpici estivi

Città del Messico 1968: argento nei 200m farfalla.
- Europei

Barcellona 1970: oro nei 200m farfalla, nella 4x100m misti e argento nei 100m farfalla.